# Amatsukaze
L'Amatsukaze (天津風? lett. "Vento celestiale") è stato un cacciatorpediniere della Marina imperiale giapponese, decima unità della classe Kagero. Fu varato nell'ottobre 1939 dal cantiere navale di Maizuru.
Appartenente alla 16ª Divisione, conobbe un'intensa vita operativa nella prima metà della guerra nel Pacifico: appoggiò gli sbarchi nelle Filippine meridionali e nelle Indie orientali olandesi, partecipò alla battaglia del Mare di Giava (27 febbraio 1942), alla battaglia delle Midway (4-6 giugno) e a quasi tutta la campagna di Guadalcanal; in particolare, durante quest'ultima, fu a fianco della portaerei Ryujo nel momento della sua perdita e combatté con notevoli risultati nella battaglia notturna del 12-13 novembre, pur rimanendo danneggiato. Rimesso a nuovo, dal 1943 fu incaricato quasi sempre di scortare convogli per l'Impero giapponese, specie dalle isole Palau alle piazzeforti nipponiche in Nuova Guinea, o di difendere gli spostamenti della flotta da battaglia. Nel gennaio 1944 fu spezzato in due da un siluro del sommergibile USS Redfin e la metà posteriore fu fortunosamente recuperata, dotata di una prua posticcia e assegnata a Singapore, da dove il cacciatorpediniere amputato riprese a operare a fine anno nella difesa del traffico marittimo. Fu gravemente danneggiato il 6 aprile 1945 mentre navigava da Hong Kong verso il Giappone e si incagliò alle porte di Amoy: gli sforzi per salvarlo furono vani e il 10 aprile fu fatto esplodere dove si era arenato.

## Servizio operativo

### Costruzione
Il cacciatorpediniere Amatsukaze fu ordinato nell'anno fiscale edito dal governo giapponese nel 1937. La sua chiglia fu impostata nel cantiere navale dell'arsenale di Maizuru il 14 febbraio 1939 e il varo avvenne il 19 ottobre dello stesso anno; fu completato il 26 ottobre 1940. La nave formò con i gemelli Yukikaze, Tokitsukaze e Hatsukaze la 16ª Divisione cacciatorpediniere, posta alle dipendenze della 2ª Squadriglia della 2ª Flotta.

### 1941-1942
Passato al comando del capitano di fregata Tameichi Hara, l'Amatsukaze partì con la divisione d'appartenenza e il resto della squadriglia dallo Stretto di Terashima per arrivare, il 1º dicembre, alle isole Palau, uno dei punti di partenza per le imminenti operazioni militari contro gli occidentali. Il 6, infatti, seguì la divisione verso le Filippine meridionali, obiettivo della squadra nella quale erano inseriti, e fino al 15 rimase a fianco della portaerei Ryujo, i cui velivoli bombardarono varie località. Il 20 dicembre fu quindi presente alla facile occupazione di Davao, pur subendo un morto tra l'equipaggio, e rimase nella rada in pattugliamento per alcuni giorni. La squadra giapponese si riorganizzò per appoggiare le operazioni nel settore a est dell'isola del Borneo, nelle Indie orientali olandesi: l'Amatsukaze supportò pertanto, con i gregari, i successivi attacchi anfibi a Manado (11 gennaio 1942), a Kendari (14 gennaio), ad Ambon (31 gennaio) e infine a Timor (20 febbraio), i cui principali centri furono occupati in pochi giorni. Da qui l'Amatsukaze e il resto della divisione si unirono al convoglio orientale per l'occupazione di Giava e, il 27 febbraio, prese parte alla battaglia del Mare di Giava, pur senza cogliere particolari successi. Al contrario, il 1º marzo si rese protagonista della cattura della nave ospedale Op ten Noort: il comandante della 2ª Squadriglia, contrammiraglio Raizō Tanaka, ordinò all'Amatsukaze di condurla a Bandjermasin; fu in seguito incorporata nella Marina imperiale. Conclusa vittoriosamente la campagna, l'Amatsukaze per quasi tutto il resto del mese stazionò nelle acque del Mare di Giava, impegnato in pattugliamenti antisommergibile. Affondò sicuramente un battello avversario, sebbene sussistano dubbi se fosse lo statunitense USS Perch o un'unità olandese. Il 31 marzo si unì alla formazione creata per occupare l'Isola di Natale, missione coronata da un facile successo eccetto che per il siluramento dell'incrociatore leggero Naka; l'Amatsukaze lo scortò sino alla baia di Bantam (Giava), quindi proseguì per Makassar, dove rimase per manutenzione. Ripartì il 25 aprile e arrivò il 3 maggio a Kure, ove si ormeggiò per un raddobbo completo. Il 21 maggio l'Amatsukaze e tutte le altre navi della 2ª Squadriglia salparono alla volta di Saipan, dove assunsero la difesa del convoglio d'invasione per l'atollo di Midway; la grande operazione, comunque, si concluse con una decisa sconfitta giapponese e il cacciatorpediniere rientrò in Giappone con i gregari. Il 14 luglio la 16ª Divisione passò alle dipendenze della 10ª Squadriglia, a sua volta sotto il controllo della 3ª Flotta – la nuova squadra di portaerei da battaglia, sempre al comando del viceammiraglio Chūichi Nagumo.

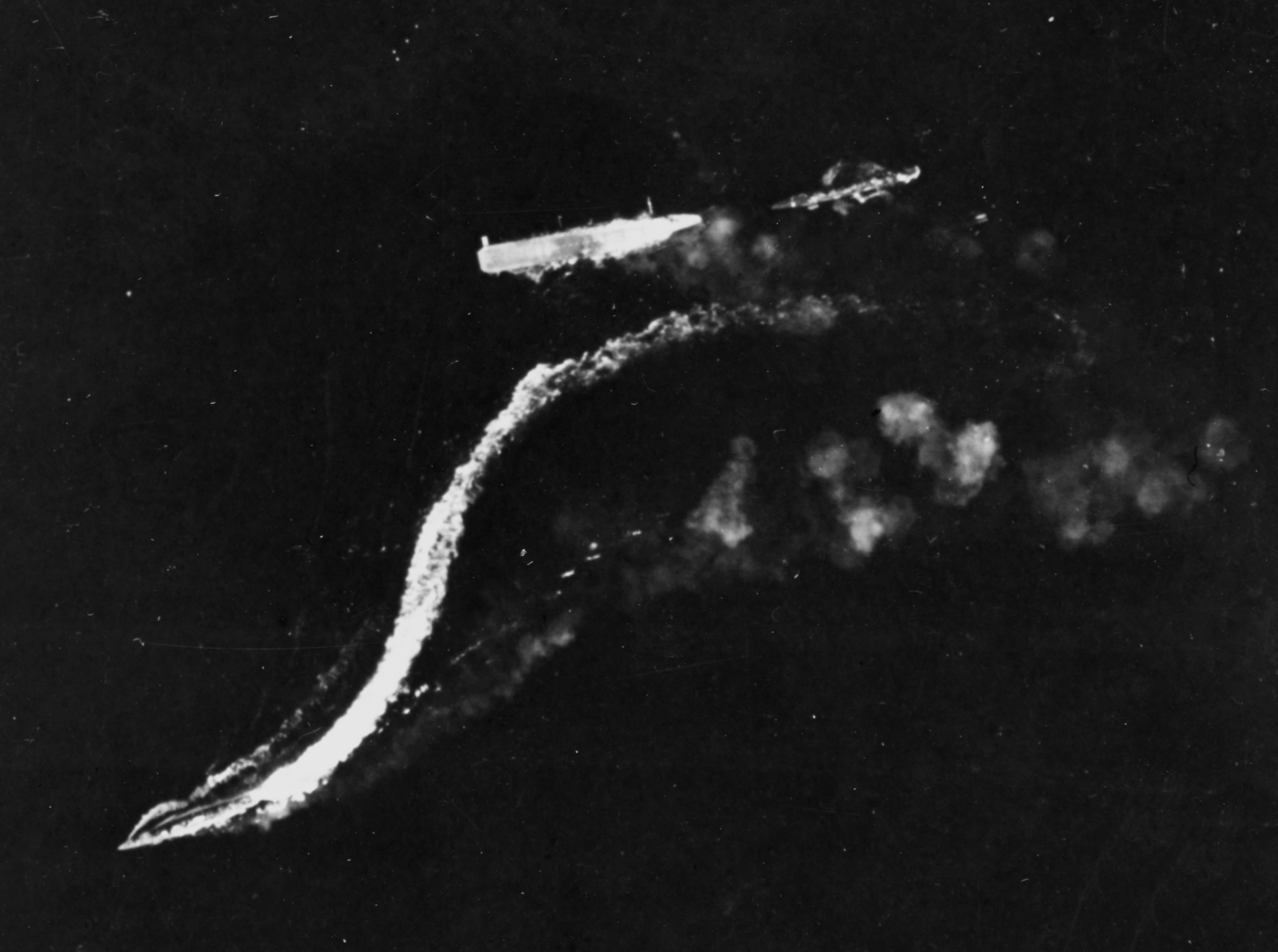
La portaerei Ryujo, ripetutamente colpita e immobile, è assistita dal Tokitsukaze (in alto a destra) e dallAmatsukaze (in basso a sinistra), in manovra per evitare alcune bombe

Il 16 agosto l'Amatsukaze salpò con il resto della 3ª Flotta verso la base atollina di Truk, nel quadro dei più vasti movimenti della Flotta Combinata per rispondere allo sbarco statunitense a Guadalcanal. Fu assegnato con il Tokitsukaze e l'incrociatore pesante Tone alla difesa ravvicinata della portaerei Ryujo distaccata dal viceammiraglio Nagumo in funzione di picchetto avanzato. Nel corso della battaglia delle Salomone Orientali (23-25 agosto) questa disposizione si rivelò fatale per la portaerei, oggetto di un ben coordinato attacco dell'aeronautica imbarcata statunitense. I due cacciatorpediniere non riuscirono a proteggerla e poterono solo trarre in salvo i naufraghi; l'Amatsukaze recuperò inoltre due piloti di un bombardiere appartenente alla Zuikaku. Per tutto il mese di settembre operò da Truk, partecipando alle regolari uscite in forze della flotta da battaglia nelle acque a nord delle isole Salomone; il 12 e 13 ottobre esplorò con lo Yukikaze anche l'isola Ndeni, appurando che gli statunitensi non vi avevano stabilito alcuna stazione per idrovolanti (come sospettato). Rientrati a Truk, l'Amatsukaze e il gregario si riunirono alla 15ª Divisione e seguirono la sortita della Flotta Combinata per la battaglia delle isole Santa Cruz, durante la quale fecero parte dello schermo difensivo delle portaerei del viceammiraglio Nagumo. A inizio novembre fu assegnato alla formazione del viceammiraglio Hiroaki Abe, distaccata dalla 2ª Flotta per bombardare nella notte del 12-13 novembre con due navi da battaglia veloci (Hiei, Kirishima) l'aeroporto Henderson. In realtà Abe s'imbatté nel Task Group 67 nell'ultimo tratto di mare prima di arrivare al suo obiettivo e le due squadre persero ogni coordinazione della notte illune; nella confusione del combattimento il capitano Hara guidò con abilità l'Amatsukaze e colò a picco con i siluri il cacciatorpediniere USS Barton ma, poco dopo, ordinò di accendere il proiettore per orientarsi e/o trovare un altro bersaglio: il cacciatorpediniere fu immediatamente localizzato dall'incrociatore leggero USS Helena che, con i suoi pezzi a tiro rapido, fracassò i sistemi idraulici, ridusse al silenzio le torrette e bloccò i comandi del timone. Hara riuscì a disimpegnarsi e, usando i comandi manuali, ripiegò in direzione di Truk pur con quarantatré morti tra l'equipaggio. Alla base l'Amatsukaze fu riparato il necessario per poter proseguire fino a Kure, raggiunta il 1º dicembre: rimase in riparazione per diverse settimane. I tecnici dell'arsenale, inoltre, sostituirono gli impianti binati di cannoni Type 96 da 25 mm con due installazioni triple; una coppia di Type 96 fu invece aggiunta davanti alla torre di comando, su una piattaforma appositamente costruita.

### 1943
Il 10 gennaio 1943 il capitano Hara cedette il comando al capitano di fregata Masao Tanaka che, il 5 febbraio, salpò di scorta all'incrociatore pesante Suzuya fino a Truk, toccata il 10. Tra il 15 e il 17, assieme all'Urakaze, trasferì personale dell'aeronautica di Marina a Wewak e poi aiutò l'unità sorella a trainare l'Harusame, gravemente colpito da un sommergibile statunitense ma che riuscirono a riportare il 23 a Truk. A cavallo tra marzo e aprile accompagnò un convoglio dalla base alle Palau, ripartendo il 6 assieme a un cacciasommergibili per scortare tre navi trasporto truppe (con a bordo parte della 20ª Divisione fanteria) sino alla baia Hansa, tra Wewak e Madang. Un trasporto fu affondato nella baia da un attacco aereo, ma la missione riuscì e l'Amatsukaze seguì i superstiti trasporti alle Palau: dal 26 aprile al 17 maggio l'Amatsukaze, l'Urakaze e poche altre unità leggere vigilarono su due altri convogli che diressero a Wewak, vi scaricarono truppe e rifornimenti e rientrarono alle Palau. I due cacciatorpediniere espletarono altre missioni di difesa al trasferimento via mare di truppe nei periodi 23 maggio-3 giugno (baia Hansa), 5-15 giugno (Wewak), 21 giugno-2 luglio (baia Hansa) e 5-17 luglio (Wewak), solitamente affiancati da un paio di unità leggere. Il 19 salparono dalle Palau e accompagnarono un convoglio a Truk, dove passarono alla difesa di un altro gruppo di mercantili diretto a Kure, dove tutte le navi si fermarono il 1º agosto; l'Amatsukaze fu sottoposto a revisione. In questa occasione, all'albero tripode dietro la torre di comando, fu assicurata una piattaforma per ospitare un radar Type 22 per bersagli navali; l'albero stesso fu rinforzato e alla base fu costruita una piccola camera per gli operatori.
L'Amatsukaze rimesso a nuovo si unì all'Hatsukaze per scortare la nave da battaglia Yamato sino a Truk, che fu raggiunta il 23 agosto, nel quadro di un vasto ridispiegamento della Flotta Combinata deciso dall'ammiraglio Mineichi Kōga. Il 18 settembre l'Amatsukaze seguì il resto della flotta verso l'atollo di Eniwetok in risposta a diverse incursioni aeronavali della Quinta Flotta statunitense; tuttavia i giapponesi non arrivarono in tempo e il 25 erano di nuovo a Truk. Una seconda sortita in forze della Flotta Combinata a Eniwetok vide invece l'Amatsukaze nello schermo difensivo del gruppo di rifornimento, che rimase in mare dal 21 al 27 ottobre: di nuovo non fu alcun combattimento. Il 2 novembre salpò con rotta Rabaul, per recarvi nuovi equipaggi per le unità aeree, ma la missione fu ritardata dal soccorso prestato a una petroliera silurata fuori dall'atollo. Per il resto del mese continuò un'attività di scorta a convogli da e per Truk, operando dalla base, e il 12 il comandante Tanaka ebbe la promozione a capitano di vascello. Il 7 dicembre lasciò l'atollo per proteggere la portaerei Chitose e una petroliera nel viaggio fino a Yokosuka, completato senza incidenti il 14. In porto l'Amatsukaze poté essere revisionato. Non è chiaro quando il cacciatorpediniere divenne la nuova ammiraglia della 16ª Divisione, sebbene sia confermato che già ricoprisse questo ruolo sullo scorcio del 1943-inizio del 1944.

### 1944

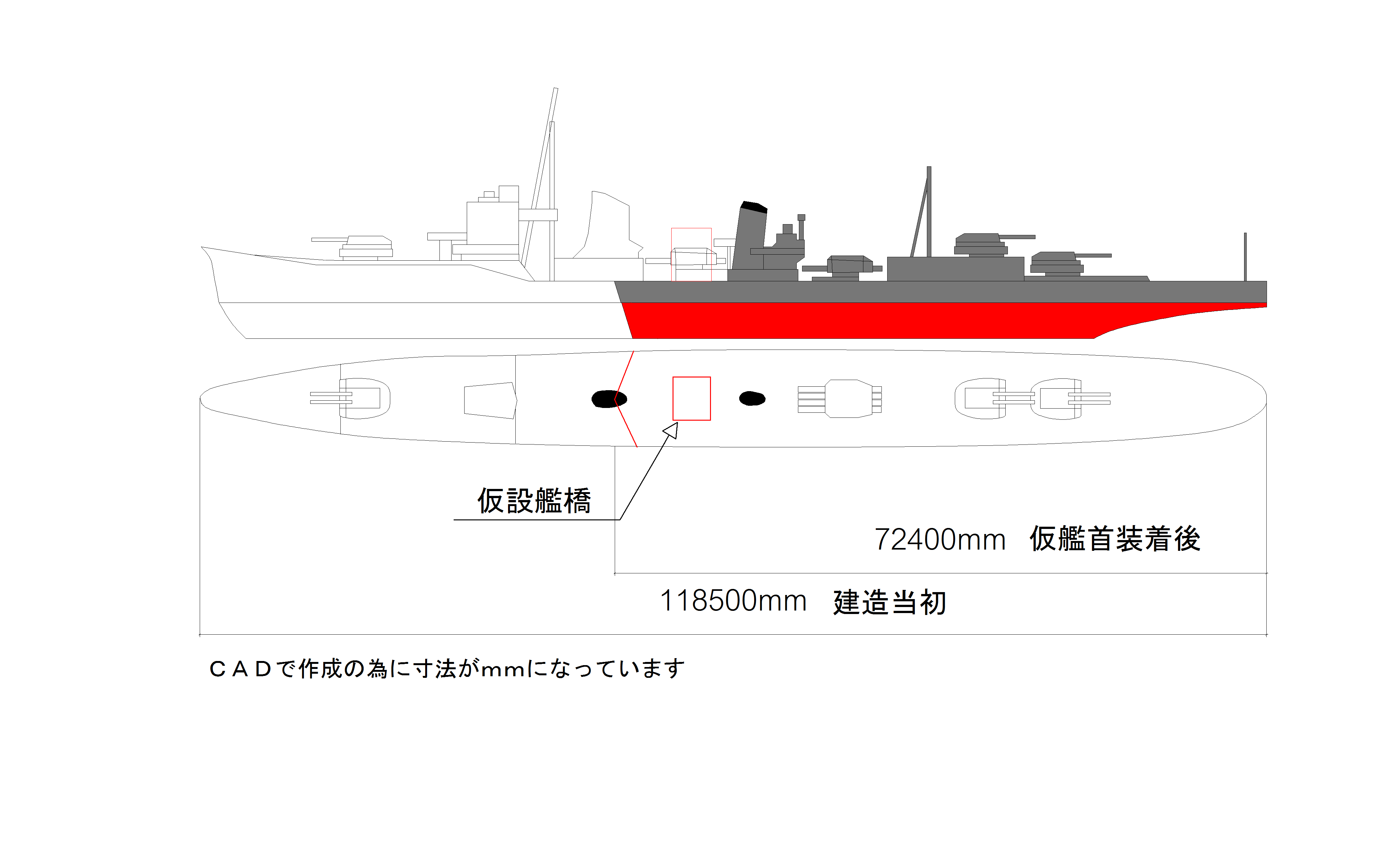
Schema dell'amputazione dellAmatsukaze e della conservazione della metà posteriore della nave

L'11 gennaio 1944 l'Amatsukaze, lo Yukikaze e la portaerei Chitose salparono da Moji di scorta a un importante convoglio diretto a Singapore. La prima parte del viaggio fu tranquilla, fu fatta una breve tappa all'isola di Formosa e poi le navi puntarono verso sud-ovest. Al crepuscolo del 16 gennaio le vedette dell'Amatsukaze scorsero di prua una sagoma sull'acqua mentre il convoglio si trovava a nord delle isole Spratly: si trattava del sommergibile USS Redfin che da ore stava pedinando il convoglio, navigando in superficie, e che non aveva notato il cacciatorpediniere. Il capitano Tanaka ordinò di caricare il battello alla massima velocità e, arrivato a tiro, fece aprire il fuoco alle 19:49. Il Redfin fu colto alla sprovvista ma lanciò con prontezza quattro siluri dai tubi poppieri; uno centrò l'Amatsukaze a mezzanave e lo scoppio innescò i siluri dell'unità pronti nella bancata di lanciatori anteriore: un'esplosione fragorosa spezzò in due l'Amatsukaze, ottanta uomini morirono sul colpo (incluso il capitano di vascello Bunji Furuwaka, comandante della 16ª Divisione cacciatorpediniere) e tutta la parte davanti al secondo fumaiolo andò a fondo. Il Redfin ritenne di aver fatto centro con tutti gli ordigni e di aver distrutto la nave; anche gli equipaggi del convoglio pensarono che l'Amatsukaze fosse andato perduto e non si attardarono oltre. Incredibilmente quel che rimaneva del vascello rimase a galla e il capitano Tanaka, salvatosi in qualche modo, cercò di riorganizzare l'equipaggio superstite e di mantenere in superficie il cacciatorpediniere mozzo che andò alla deriva. L'Amatsukaze fu ritrovato per caso il 22 gennaio da un aereo di pattuglia e, infine, fu soccorso dal vecchio cacciatorpediniere Asagao che lo trainò sino a Capo Saint Jacques in Indocina (30 gennaio). Rimase qui per mesi, sottoposto a interventi provvisori con le scarse risorse locali: un lungo periodo durante il quale gli uomini ebbero anche notizia che, il 31 marzo, la 16ª Divisione era stata sciolta e che l'Amatsukaze era stato trasferito alle dirette dipendenze della 1ª Flotta di spedizione del sud, una delle componenti della Flotta dell'Area sud-occidentale. Affidato al comando del capitano di vascello Yoshizo Hanebe, il 15 settembre riuscì ad arrivare a Singapore, nei cui cantieri fu finalmente ricostruito compiutamente. Sullo scafo, pareggiato all'altezza del fumaiolo secondario, fu applicata una solida prua posticcia e schiacciata; nel poco spazio così delimitato fu costruito un piccolo ponte di comando provvisorio. Coerentemente la torretta sopraelevata con pezzi da 127 mm non fu rimossa per incrementare la contraerea, unico caso nell'intera classe Kagero.

### 1945 e l'affondamento

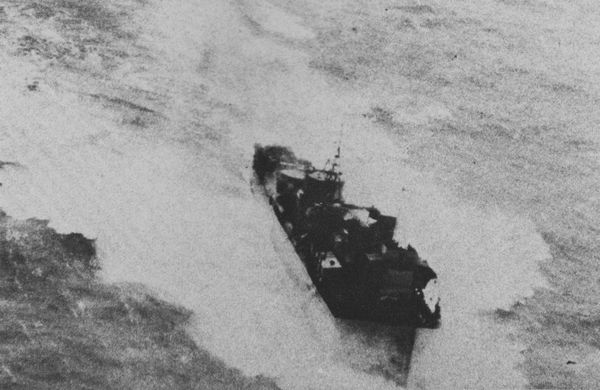
LAmatsukaze ripreso dai B-25 che ne causarono la fine

Così ricostruito, l'Amatsukaze operò da Singapore nelle settimane successive nei servizi di protezione dei convogli; passò al comando del tenente di vascello Tomoyuki Morita il 15 febbraio 1945. Pure nello stato particolare in cui si trovava, le fonti menzionano per il cacciatorpediniere tutti gli interventi tipici per la classe a questo punto della guerra – rimozione dei paramine, aggiunta di due lanciatori per bombe di profondità, aumento di tali ordigni a trentasei. Circa la contraerea, una sola fonte indica l'aggiunta di quattordici Type 96 da 25 mm e di quattro mitragliatrici pesanti Type 93 da 13,2 mm (tutte armi su affusto singolo), sebbene sembri improbabile.
Il 19 marzo salpò da Singapore il convoglio HI-88J, l'ultimo che avrebbe percorso la rotta verso il Giappone; lo schermo difensivo fu costituito dall'Amatsukaze e da sette kaibokan. La prima tappa era Yulin nel Guangdong, ma le perdite furono tanto gravi nella traversata che, nella città cinese, il convoglio fu sciolto il 30 marzo: durante un'incursione statunitense l'Amatsukaze riuscì ad abbattere un bimotore North American B-25 Mitchell. Ebbe quindi ordine di raggiungere le acque metropolitane giapponesi con i kaibokan superstiti. Il 2 aprile le unità arrivarono a Hong Kong che, il giorno dopo, fu bombardata da cinquanta velivoli americani e la Manju rimase danneggiata. Il 4 aprile fu perciò lasciata in porto mentre l'Amatsukaze e le altre unità salpavano aggregati a due mercantili. La piccola formazione fu presto avvistata e già il giorno successivo fu attaccata da bombardieri; i mercantili furono colati a picco e un cacciasommergibili ne riportò a Hong Kong i naufragi, ma il resto delle navi proseguì il viaggio. Nella tarda mattinata del 6 aprile ventiquattro B-25 piombarono sulla squadra a sud di Amoy; numerosi ordigni giunsero a segno, due kaibokan saltarono in aria e tre bombe centrarono l'Amatsukaze demolendone la sala macchine ausiliaria, la sala radio e il quadrato ufficiali e provocando quarantacinque morti. Diversi razzi danneggiarono inoltre i cannoni da 127 mm e il ponte di coperta collassò in gran parte. Il cacciatorpediniere si difese accanitamente e abbatté tre B-25 ma presto le macchine si fermarono e andò alla deriva, divorato dalle fiamme; le correnti lo trascinarono dinanzi alla frastagliata costa di Amoy e alle 21:00 circa l'Amatsukaze s'incagliò sulle secche all'ingresso meridionale del porto. Il tenente di vascello Morita riuscì a richiedere aiuti dalla locale base giapponese e poi, dinanzi al peggiorare delle condizioni climatiche, fece alleggerire la nave per controbattere l'allagamento incipiente: la sera dell'8 aprile una forte tempesta disincagliò l'Amatsukaze che, anche grazie all'aiuto di navi appartenenti all'Esercito imperiale, riuscì ad arenarsi più vicino ad Amoy (24°15′N 118°00′E); la tempesta impedì tuttavia di salvare il cacciatorpediniere e le sale macchine furono in ultimo inondate. Il 10 aprile l'Amatsukaze, peraltro in uno stato deplorevole, fu ritenuto irrecuperabile e fu fatto saltare in aria dove si trovava. Quel che rimaneva del relitto fu utilizzato per far impratichire gli equipaggi novizi dei bombardieri.
Il 10 agosto 1945 l'Amatsukaze fu depennato dai ruoli della Marina imperiale.